# SquarePanicSerenade/Futuristic Player
「SquarePanicSerenade/Futuristic Player」（スクウェアパニックセレナーデ/フューチャリスティックプレイヤー）は、2012年4月25日にGloryHeavenから発売されたシングル。

## 概要
A面に収録された両曲は、テレビアニメ『咲-Saki-阿知賀編 episode of side-A』のエンディングテーマとして使用された。ジャケットには、阿知賀女子学院麻雀部のメンバーが描かれている。
「SquarePanicSerenade」はめり込み気味のハイテンションのアップの楽曲であり、対して「Futuristic Player」はトランス風アップの楽曲である。CDジャーナルは、2つともに興奮度高めだと評価している。

## シングル収録内容
| 全作詞・作曲・編曲: ZAQ。 | |       |            |      |
| #                         | タイトル | 作詞  | 作曲・編曲 | 時間 |
| 1.                        | 「SquarePanicSerenade」(歌：高鴨穏乃（悠木碧）、新子憧（東山奈央）、松実玄（花澤香菜）、松実宥（MAKO）、鷺森灼（内山夕実）) | ZAQ   | ZAQ        | 3:36 |
| 2.                        | 「Futuristic Player」(歌：橋本みゆき)                                                                                       | ZAQ   | ZAQ        | 3:48 |
| 3.                        | 「SquarePanicSerenade （SquarePushedSixteen Remix）」                                                                       | ZAQ   | ZAQ        | 4:35 |
| 4.                        | 「SquarePanicSerenade （Instrumental）」                                                                                    | ZAQ   | ZAQ        | 3:36 |
| 5.                        | 「Futuristic Player （Instrumental）」                                                                                      | ZAQ   | ZAQ        | 3:47 |
| 合計時間:                 | 合計時間: | 19:22 |            |      |